# Piet Kruiver
Piet Kruiver (Koog aan de Zaan, 5 januari 1938 – Amsterdam, 18 maart 1989) was een Nederlands voetballer.
Op tienjarige leeftijd meldde Piet Kruiver zich als lid bij KFC. Hij werd vooral getraind door zijn vader Jo Kruiver, bijgenaamd ‘de Diesel’, die in de jaren dertig een van de topspelers was van KFC en deel uitmaakte van het elftal dat in 1934 op een haar na het landskampioenschap misliep doordat Ajax een beter doelgemiddelde had.
Kruiver viel op door zijn grote doelpuntenproductie en speelde al op zestienjarige leeftijd in KFC 1. In 1957 werd hij voor 40.000 gulden verkocht aan eredivisieclub PSV. Enkele maanden later maakte hij als negentienjarige zijn debuut in het Nederlands elftal, dat in De Kuip met 5-2 won van België; Kruiver maakte het tweede doelpunt.
Na de verloren finale om de Vriendschapsbeker 1959-1961 Lanerossi Vicenza – PSV ging hij in op een lucratieve aanbieding van de Italiaanse club. De transfersom bedroeg 200.000 gulden, wat hem in Nederland de bijnaam ‘Pietje Geld’ bezorgde. In de Italiaanse Serie A was hij weinig succesvol, zodat de lange blonde ‘Il Biondo’ zijn driejarig contract niet uitdiende. Feijenoord nam hem over voor 250.000 gulden. Met de Rotterdamse club werd hij in 1965 landskampioen en bekerwinnaar. Geruchtmakend was zijn beslissende rol in de met 2-1 gewonnen Europa Cup-wedstrijd tegen Real Madrid op 8 september 1965, toen hij Real-doelman Betancourt in het doel werkte, zodat Hans Kraay het winnende doelpunt kon scoren. Beelden van deze wedstrijd: https://nos.nl/l/574723

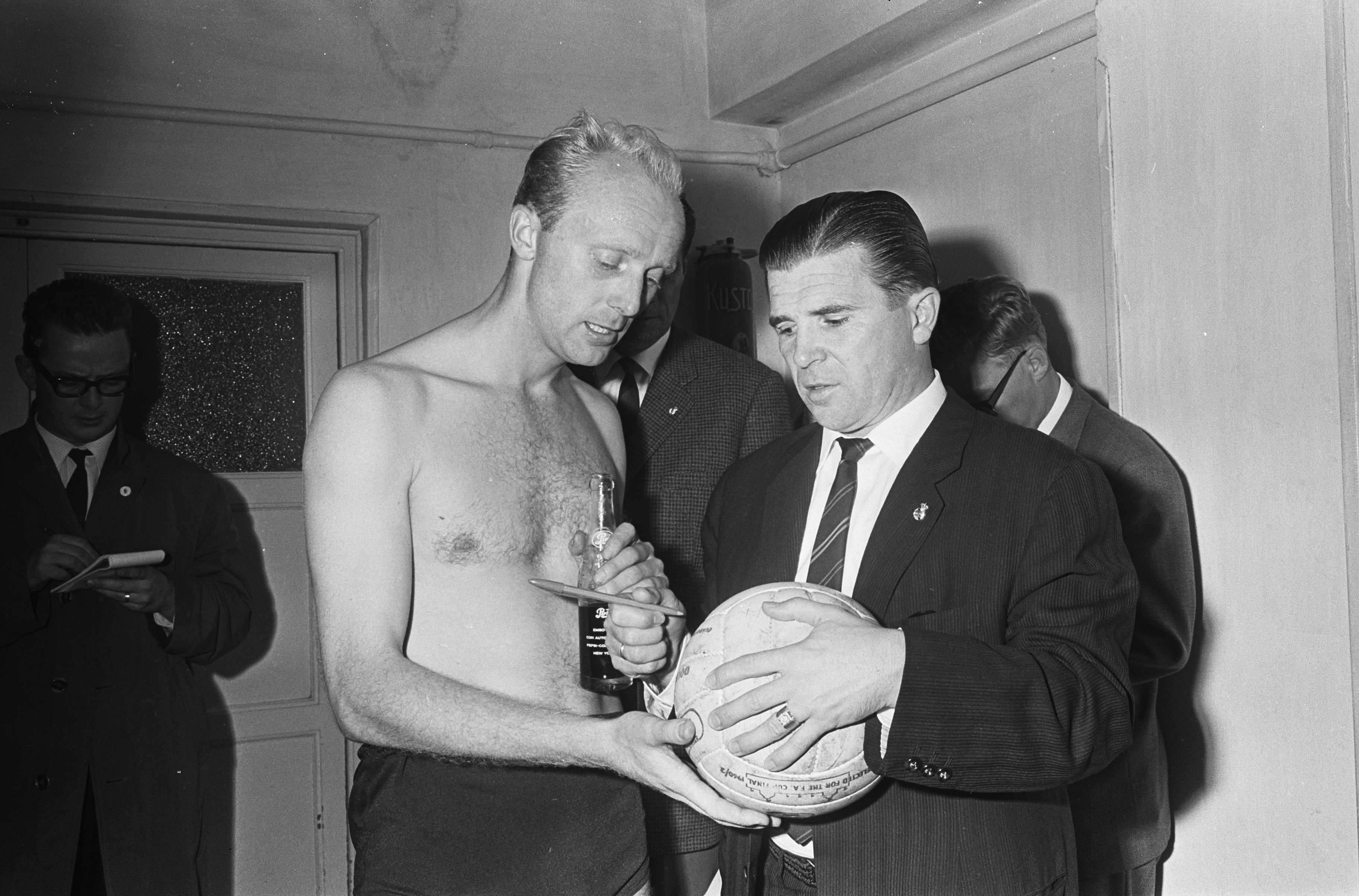
Real Madrid – Feyenoord 5-0, september 1965. Piet Kruiver krijgt handtekening van Ferenc Puskas
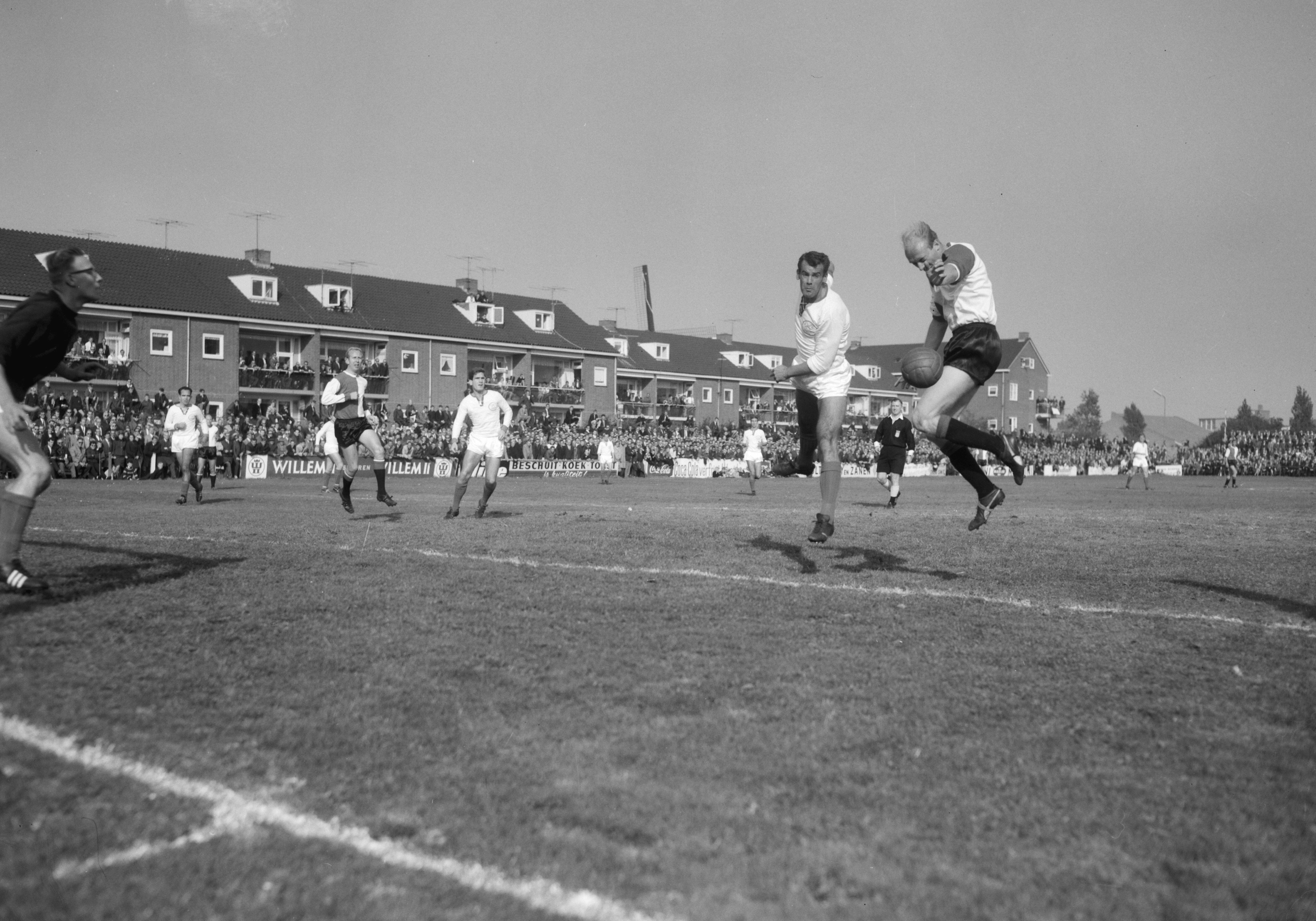
FC Zaanstreek – Feijenoord 1-2, eerste ronde KNVB Beker, oktober 1964. Piet Kruiver in duel voor het doel van keeper Dick Schouten.

Hij maakte meer dan honderd doelpunten voor Feijenoord en was, samen met PSV'er Willy van der Kuijlen, topscorer in het seizoen 1965/66. Kruiver werd vooral geroemd als een harde werker, die wat hij te kort kwam aan techniek, ruimschoots compenseerde met een tomeloze inzet, een geweldig loopvermogen en een zeer fijne neus voor doelpunten. Hij verzamelde talloze bijnamen, waaronder Piet de Vuurpijl, Piet Miskoop, Piet de Prater, Zaanse Piet, Piet de Pruik (vanwege het haarstukje dat hij in zijn DWS-tijd droeg) en Strafschoppen Pietje (vanwege de vele strafschoppen die hij versierde).
In 1966 maakte hij opnieuw zijn bijnaam Piet Geld waar toen hij voor een recordbedrag van 275.000 gulden overstapte naar het minder hoog aangeslagen DWS. Hij moest zijn loopbaan voortijdig beëindigen toen hij op dertigjarige leeftijd werd afgekeurd wegens een nekhernia, waarschijnlijk een gevolg van de vele kopduels die hij uitvocht. Hij bouwde een nieuwe loopbaan op in de textiel, aanvankelijk als marktkoopman op de Albert Cuypmarkt in Amsterdam, naderhand als eigenaar van vier winkels in de Zaanstreek met de naam ’t Broekenpaleis. Hij overleed op 51-jarige leeftijd aan melanoomkanker.

## Carrièrestatistieken
| Seizoen        | Club              | Land           | Competitie       | Competitie | Competitie | Beker | Beker | Internationaal | Internationaal | Overig | Overig | Totaal | Totaal |
| Seizoen        | Club              | Land           | Competitie       | Wed.       | Dlp.       | Wed.  | Dlp.  | Wed.           | Dlp.           | Wed.   | Dlp.   | Wed.   | Dlp.   |
| -------------- | ----------------- | -------------- | ---------------- | ---------- | ---------- | ----- | ----- | -------------- | -------------- | ------ | ------ | ------ | ------ |
| 1955/56        | KFC               | Nederland      | Eerste klasse C  | –          | 13         | –     | –     | –              | –              | 0      | 0      | –      | 13     |
| 1956/57        | KFC               | Nederland      | Eerste divisie A | –          | 7          | –     | 0     | –              | –              | 0      | 0      | –      | 7      |
| 1957/58        | PSV               | Nederland      | Eredivisie       | 30         | 4          | 3     | 4     | –              | –              | 0      | 0      | 33     | 8      |
| 1958/59        | PSV               | Nederland      | Eredivisie       | 14         | 5          | –     | –     | –              | –              | 0      | 0      | 14     | 5      |
| 1959/60        | PSV               | Nederland      | Eredivisie       | 18         | 9          | –     | –     | –              | –              | 0      | 0      | 18     | 9      |
| 1960/61        | PSV               | Nederland      | Eredivisie       | 28         | 18         | 3     | 0     | –              | –              | 0      | 0      | 31     | 18     |
| 1961/62        | Lanerossi Vicenza | Italië         | Serie A          | 17         | 1          | 0     | 0     | –              | –              | 0      | 0      | 17     | 1      |
| 1962/63        | Feijenoord        | Nederland      | Eredivisie       | 23         | 13         | –     | 2     | 8              | 5              | 0      | 0      | –      | 20     |
| 1963/64        | Feijenoord        | Nederland      | Eredivisie       | 20         | 24         | –     | 1     | –              | –              | 0      | 0      | –      | 25     |
| 1964/65        | Feijenoord        | Nederland      | Eredivisie       | 22         | 14         | –     | 3     | –              | –              | 0      | 0      | –      | 17     |
| 1965/66        | Feijenoord        | Nederland      | Eredivisie       | 29         | 23         | –     | 0     | 2              | 0              | 0      | 0      | –      | 23     |
| 1966/67        | DWS               | Nederland      | Eredivisie       | 33         | 15         | –     | 2     | –              | –              | 0      | 0      | –      | 17     |
| 1967/68        | DWS               | Nederland      | Eredivisie       | 19         | 8          | –     | 0     | –              | –              | 0      | 0      | –      | 8      |
| Carrièretotaal | Carrièretotaal    | Carrièretotaal | Carrièretotaal   | –          | 154        | –     | 12    | 10             | 5              | 0      | 0      | –      | 171    |

## Interlandcarrière
Kruiver speelde 22 interlands en scoorde 12 keer.

## Erelijst
KFC
| Nationaal       |    |         |
| Eerste klasse C | 1x | 1955/56 |

 Feijenoord
| Nationaal     |    |         |
| Landskampioen | 1x | 1964/65 |
| KNVB Beker    | 1x | 1964/65 |

Individueel
| Nationaal  |    |              |
| Eredivisie | 1x | 1965/66 (23) |

## Publicatie
- Martin Rep: Piet Kruiver, het onstuimige voetballeven van de Blonde Pijl. Uitg. Oevers, Zaandam, 2024. ISBN 9789493367104